# Valletta FC
Valletta Football Club är en maltesisk fotbollsklubb baserad i Valletta, Maltas huvudstad. 
Valletta Football Club bildades 1943 när klubbarna Valletta Prestons, Valletta St. Paul's och Valletta United slogs ihop. Större matcher kan spelas på Ta’ Qali-stadion i Ta’ Qali.

## Färger
| Valletta FC | Valletta FC |

### Dräktsponsor
- Adidas: 20??
- Nike: 20??

### Trikåer
| ? · Hemmaställ | ? · Hemmaställ | ? · Hemmaställ | 2017/18 · Hemmaställ | Nike · Hemmaställ | Nike · Bortaställ | Puma · Hemmaställ | Puma · Bortaställ |

## Meriter
- Maltesiska ligan: 25 
21 som Valletta FC 1944–45, 1945–46, 1947–48, 1958–59, 1959–60, 1962–63, 1973–74, 1977–78, 1979–80, 1983–84, 1989–90, 1991–92, 1996–97, 1997–98, 1998–99, 2000–01, 2007–08, 2010–11, 2011–12, 2013-14, 2015-16, 2017-18, 2018-19
2 som Valletta United (1914–15*, 1931–32*)

- Maltesiska cupen: 13 
1959–60, 1963–64, 1974–75, 1976–77, 1977–78, 1990–91, 1994–95, 1995–96, 1996–97, 1998–99, 2000–01, 2009–10, 2013-14

- Maltesiska supercupen: 11 
1989–90, 1994–95, 1996–97, 1997–98, 1998–99, 2000–01, 2007–08, 2010–11, 2011-12, 2012-13, 2015-16

## Placering senaste säsonger
| Säsong  | Nivå | Liga                   | Placering | Referens                 | Notering |
| ------- | ---- | ---------------------- | --------- | ------------------------ | -------- |
| 2010/11 | 1    | Maltese Premier League | 1         | [ 1 ] [ 2 ] [ 3 ]        |          |
| 2011/12 | 1    | Maltese Premier League | 1         | [ 4 ] [ 5 ] [ 6 ]        |          |
| 2012/13 | 1    | Maltese Premier League | 3         | [ 7 ] [ 8 ] [ 9 ] [ 10 ] |          |
| 2013/14 | 1    | Maltese Premier League | 1         | [ 11 ] [ 12 ] [ 13 ]     |          |
| 2014/15 | 1    | Maltese Premier League | 2         | [ 14 ] [ 15 ] [ 16 ]     |          |
| 2015/16 | 1    | Maltese Premier League | 2         | [ 17 ] [ 18 ] [ 19 ]     |          |
| 2016/17 | 1    | Maltese Premier League | 4         | [ 20 ] [ 21 ]            |          |
| 2017/18 | 1    | Maltese Premier League | 1         | [ 22 ] [ 23 ]            |          |
| 2018/19 | 1    | Maltese Premier League | 4         | [ 24 ] [ 25 ]            |          |
| 2019/20 | 1    | Maltese Premier League | 2         | [ 26 ] [ 27 ]            |          |
| 2020/21 | 1    | Maltese Premier League | 7         | [ 28 ] [ 29 ]            |          |
| 2021/22 | 1    | Maltese Premier League | 7         | [ 30 ] [ 31 ]            |          |
| 2022/23 | 1    | Maltese Premier League | 8         | [ 32 ]                   |          |
| 2023/24 | 1    | Maltese Premier League | 12        | [ 33 ]                   |          |

## Trupp 2021/22
Uppdaterad: 22 april 2022
| Nr | Land                    | Pos | Namn             |
| -- | ----------------------- | --- | ---------------- |
| 1  | Malta                   | MV  | Yenz Cini        |
| 4  | Malta                   | F   | Jean Borg        |
| 5  | Malta                   | F   | Ryan Camilleri   |
| 6  | Malta                   | MF  | Tristan Caruana  |
| 8  | Kanada                  | MF  | Promise Akinpelu |
| 9  | Bosnien och Hercegovina | A   | Haris Dilaver    |
| 10 | Malta                   | MF  | Shaun Dimech     |
| 11 | Malta                   | MF  | Michele Sansone  |
| 13 | Malta                   | MF  | Sheldon MacKay   |
| 14 | Malta                   | F   | Christian Gauci  |
| 15 | Malta                   | F   | Deacon Abela     |
| 17 | Malta                   | A   | Andrea Zammit    |

| Nr | Land                    | Pos | Namn                |
| -- | ----------------------- | --- | ------------------- |
| 18 | Dominikanska republiken | MF  | Enmy Peña           |
| 20 | Kroatien                | MF  | Ivan Čurjurić       |
| 22 | Malta                   | A   | Isaiah Micallef     |
| 24 | Malta                   | MF  | Rowen Muscat        |
| 26 | Italien                 | MV  | Alessandro Guarnone |
| 52 | Malta                   | MV  | Anson Saliba        |
| 66 | Albanien                | F   | Eslit Sala          |
| 77 | Brasilien               | A   | Caio Henrique       |
| 89 | Italien                 | A   | Mario Fontanella    |
| 92 | Italien                 | MF  | Kevin Tulimieri     |
| 97 | Brasilien               | A   | Lucas Campos        |